# Wstępny

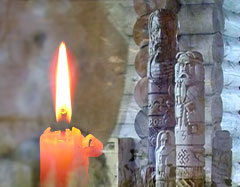
Upamiętnienie przodków, Łobaczow Władimir (2008)

Wstępny lub antenat (l.mn. antenaci), ascendent (l.mn. ascendenci) – pojęcie używane w prawie i genealogii, oznaczające każdego przodka danej osoby: rodziców (ojca, matkę), dziadków (dziadka, babcię), pradziadków (pradziadka, prababcię), prapradziadków itd. Stosunek faktyczny pomiędzy daną osobą a jej wstępnym polega na tym, że ta pierwsza pochodzi od tego drugiego. Osoby te są spokrewnione ze sobą w linii prostej.
Z bezpośrednim wstępnym (tj. rodzicem) łączy probanta stosunek filiacji.